# Jozef Simons
Jozef Simons (nascido em 1 de junho de 1952) é um ex-ciclista belga de ciclismo de pista.
Representou seu país, Bélgica, na perseguição por equipes de km nos Jogos Olímpicos de Verão de 1980 em Moscou. A equipe belga terminou na décima posição.